# 有田郵便局
有田郵便局（ありたゆうびんきょく）
- 佐賀県西松浦郡有田町にある郵便局。本記事にて記述する。
- 和歌山県東牟婁郡串本町にある郵便局。局番号は47140。

有田簡易郵便局（うだかんいゆうびんきょく）
- 三重県度会郡玉城町にある簡易郵便局。局番号は22807。

有田郵便局（ありたゆうびんきょく）は佐賀県西松浦郡有田町にある郵便局。民営化前の分類では集配普通郵便局であった。

## 概要
住所：〒844-8799 佐賀県西松浦郡有田町赤絵町2-2-12
民営化直前に行われた集配業務再編において、多くの集配普通郵便局は統括センターとなったが、当局は配達センターとされたため、民営化後も郵便事業株式会社の支店は併設されず、郵便事業伊万里支店有田集配センターが併設された。
2012年（平成24年）10月1日に、それぞれの運営会社だった郵便事業株式会社と郵便局株式会社の統合によって日本郵便株式会社が発足したことに伴い、それぞれの店舗も統合された。

## 沿革
- 1874年（明治7年）7月1日 - 有田郵便取扱所として開設[1]。
- 1875年（明治8年）1月1日 - 有田郵便局（五等）となる。
- 1885年（明治18年）11月1日 - 貯金取扱を開始。
- 1886年（明治19年）7月16日 - 為替取扱を開始。
- 1893年（明治26年）2月16日 - 有田郵便電信局となる。
- 1903年（明治36年）4月1日 - 通信官署官制の施行に伴い有田郵便局となる。
- 1949年（昭和24年）3月1日 - 特定郵便局から普通郵便局に局種別改定[2]。
- 1956年（昭和31年）10月11日 - 電話通話および和文電報受付事務の取扱を開始[3]。
- 1962年（昭和37年）3月 - 局舎新築落成。
- 2000年（平成12年）8月14日 - 外国通貨の両替および旅行小切手の売買に関する業務取扱を開始。
- 2007年（平成19年）10月1日 - 民営化に伴い、併設された郵便事業伊万里支店有田集配センターに一部業務を移管。
- 2012年（平成24年）10月1日 - 日本郵便株式会社発足に伴い、郵便事業伊万里支店有田集配センターを有田郵便局に統合。
- 2015年（平成27年）9月7日 - 蔵宿郵便局から集配業務を移管。

## 取扱内容
- 郵便、印紙、ゆうパック、内容証明
- 貯金、為替、振替、振込、国際送金、国債、投資信託
- 生命保険、バイク自賠責保険、自動車保険
- ゆうちょ銀行ATM
- 西松浦郡有田町内の集配業務

## 周辺
- 国道35号
- 有田陶磁美術館
- 有田陶器市
- 香蘭社本社・工場
- 深川製磁本社
- 今右衛門窯
- 陶山神社（日本で唯一の陶器製鳥居）

## アクセス
- JR佐世保線 上有田駅から徒歩約17分
- JR佐世保線・松浦鉄道西九州線 有田駅から徒歩約22分
- 有田町コミュニティバス 有田局前停留所下車
- 西九州自動車道 波佐見有田ICから北へ約4km
- 駐車場あり：8台